# Свердловский (Краснодарский край)
Свердловский — хутор в Абинском районе Краснодарского края России.
Входит в состав Фёдоровского сельского поселения.

## География
Хутор находится в южной части Кубано-Приазовской низменности, в южно-предгорной зоне, на расстоянии 44 км к северо-востоку от города Абинск, административного центра района.

### Климат
Климат умеренно континентальный, без резких колебаний суточных и месячных температур. Продолжительность периода с температурой выше 0 °С достигает 9-10 месяцев, из них половина — 4-5 месяцев — лето. Среднегодовая температура около +11 °С, постепенно нарастая от 15 °С в мае до 30 °С в августе. Годовая сумма осадков достигает 800 мм.

## История
Согласно Закону Краснодарского края от 5 мая 2004 года N № 700-КЗ хутор вошёл в образованное муниципальное образование Фёдоровское сельское поселение.

## Население
| 2002 | 2010 |
| ---- | ---- |
| 267  | ↘263 |

## Улицы
- ул. Будённого,
- ул. Ворошилова,
- ул. Степная[6].